# Phal ka pakora
Pakora – smażone owoce w cieście, danie pochodzące z północnych Indii. 
W Indiach ciasto przygotowuje się z mąki z ciecierzycy (grochu włoskiego), można je jednak przygotować z mąki pszennej. Smażone na głębokim oleju przyjmują różnorodne formy. Mogą być podawane z czatnejami, na przykład z czatnejem z mango.
Pakora przygotowywana jest przede wszystkim na indyjskie przyjęcia takie jak np. z okazji ślubu.

## Przepis
Zasugerowano, aby ta sekcja została przeniesiona do Wikibooks. Proponowaną stroną docelową jest Książka kucharska.
- 200 g mąki z grochu
- 1 Ł mleka w proszku (niekoniecznie)
- 1/2 ł proszku do pieczenia (niekoniecznie)
- 1 ł mielonego cynamonu
- 300 ml ciepłego mleka
- ghee do smażenia
- 450 g świeżych owoców obranych, umytych i pokrojonych na odpowiednie kawałki
- 3 Ł cukru pudru

W dużej misce wymieszać składniki i zrobić ciasto na tyle gęste, by pokryło warstwą maczane w nim owoce i nie spływało z nich.
Smażyć na średnim ogniu około 3-4 minuty na złotobrązowy kolor. Wyjmować łyżką cedzakową na sitko aby obciekły. Posypać cukrem pudrem i podawać gorące lub schłodzone do temperatury pokojowej.